# 巴尔马
巴尔马（法語：Balma，法語發音：[balma]）是法国上加龙省的一个市镇，属于图卢兹区。

## 地理
巴尔马（43°36'37"N, 1°29'55"E）面积16.59 平方千米，位于法国奧克西塔尼大區上加龙省，该省份为法国西南部内陆省份，西南端与西班牙接壤，自此顺时针与上比利牛斯省、热尔省、塔恩-加龙省、塔恩省、奥德省和阿列日省接壤。
与巴尔马接壤的市镇（或旧市镇、城区）包括：吕尼永、弗卢朗斯、蒙拉贝、潘巴尔马、坎特-丰瑟格里沃、圖盧茲。

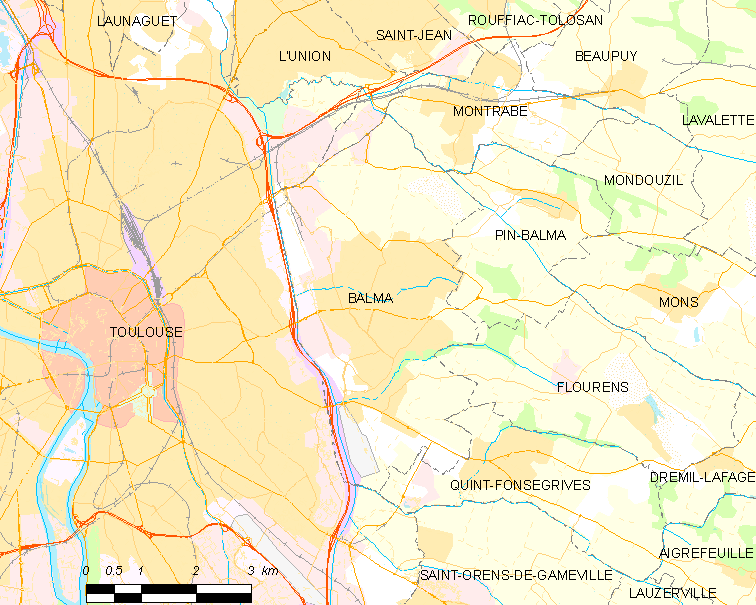
巴尔马的OSM定位图

巴尔马的时区为UTC+01:00、UTC+02:00（夏令时）。

## 行政
巴尔马的邮政编码为31130，INSEE市镇编码为31044。

## 政治
巴尔马所属的省级选区为图卢兹第十县。

## 人口

1962-2008年间巴尔马人口变化图示

巴尔马于2022年1月1日时的人口数量为17431人。

## 图集

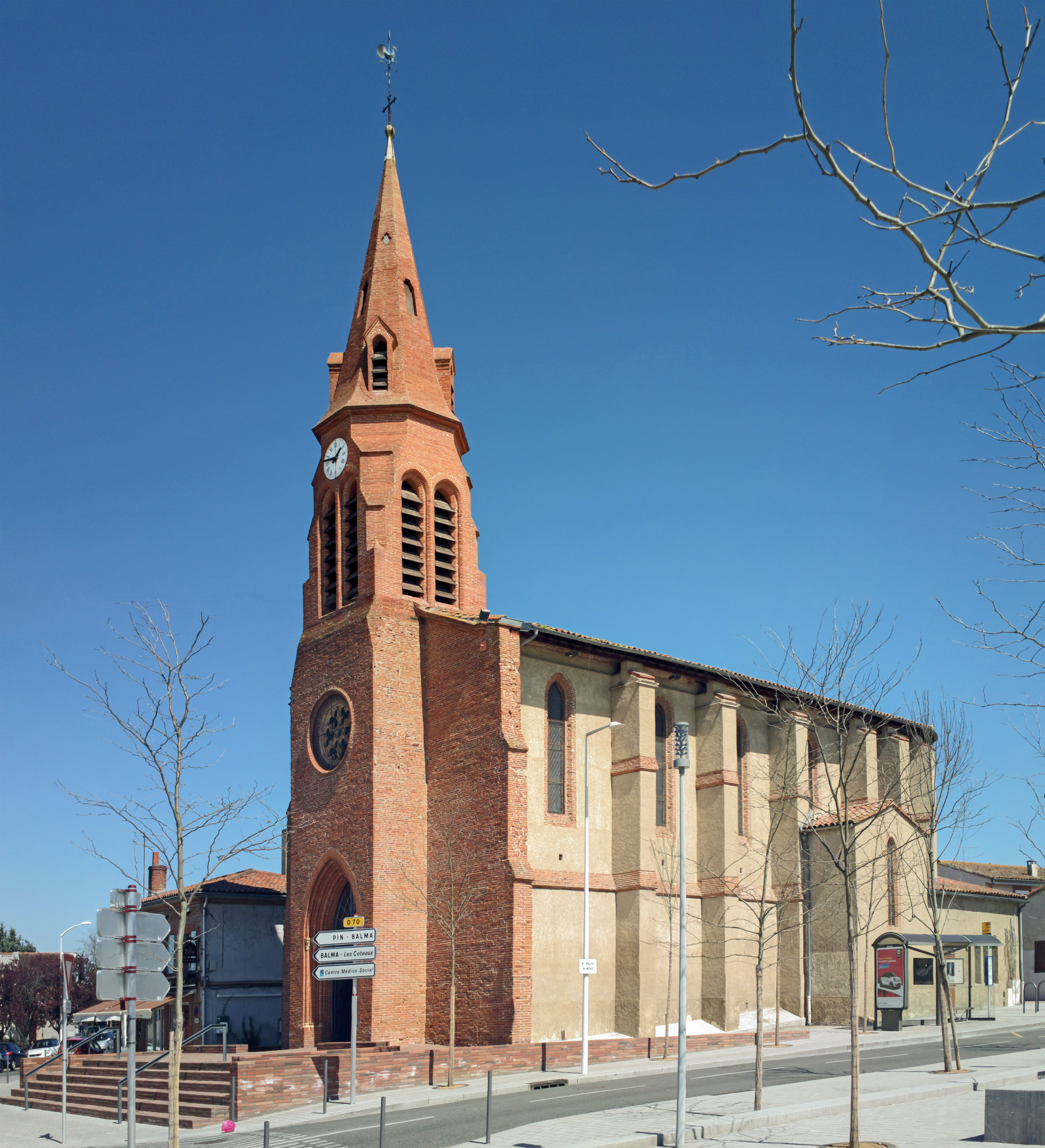
圣若望教堂
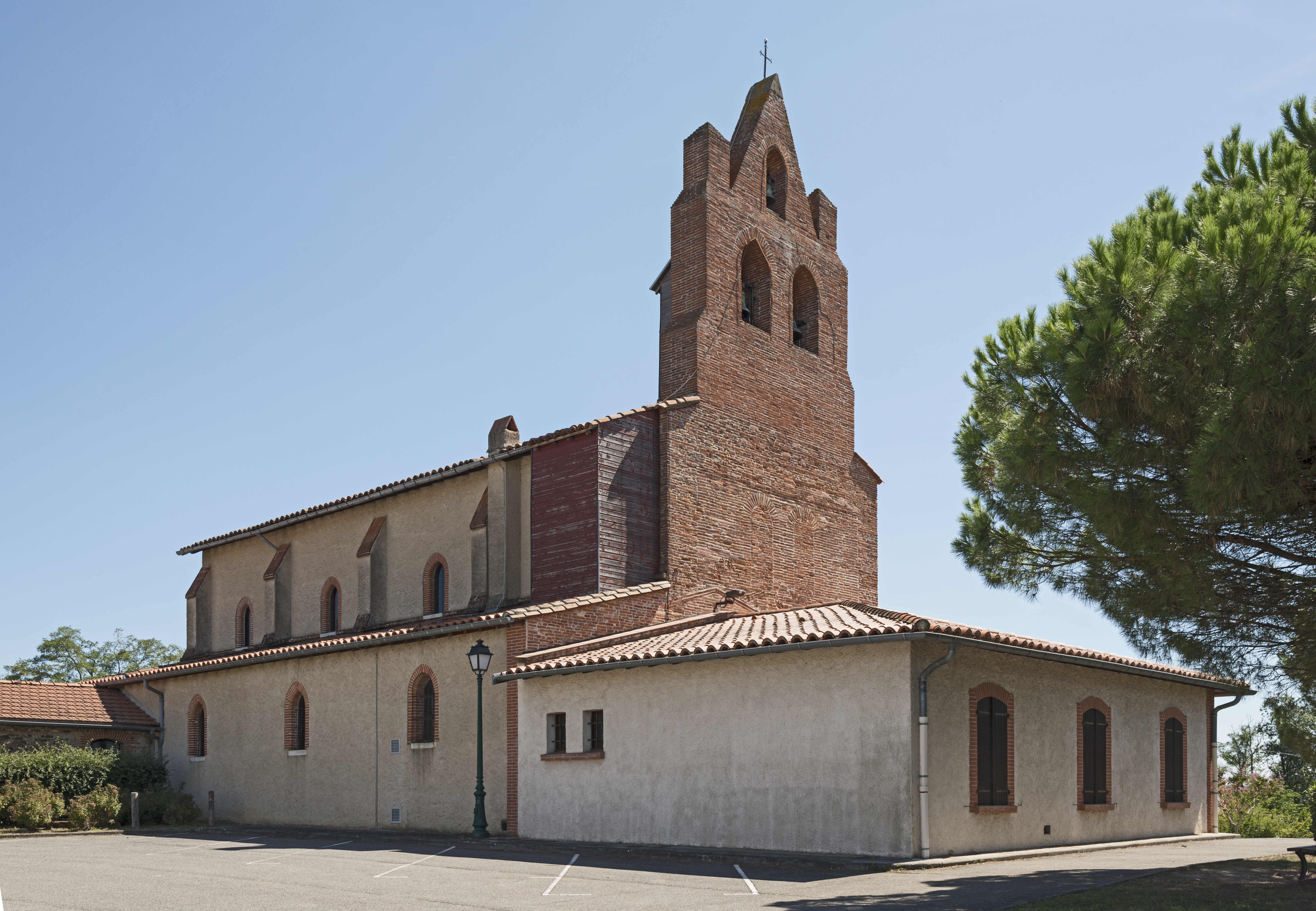
圣马丁教堂
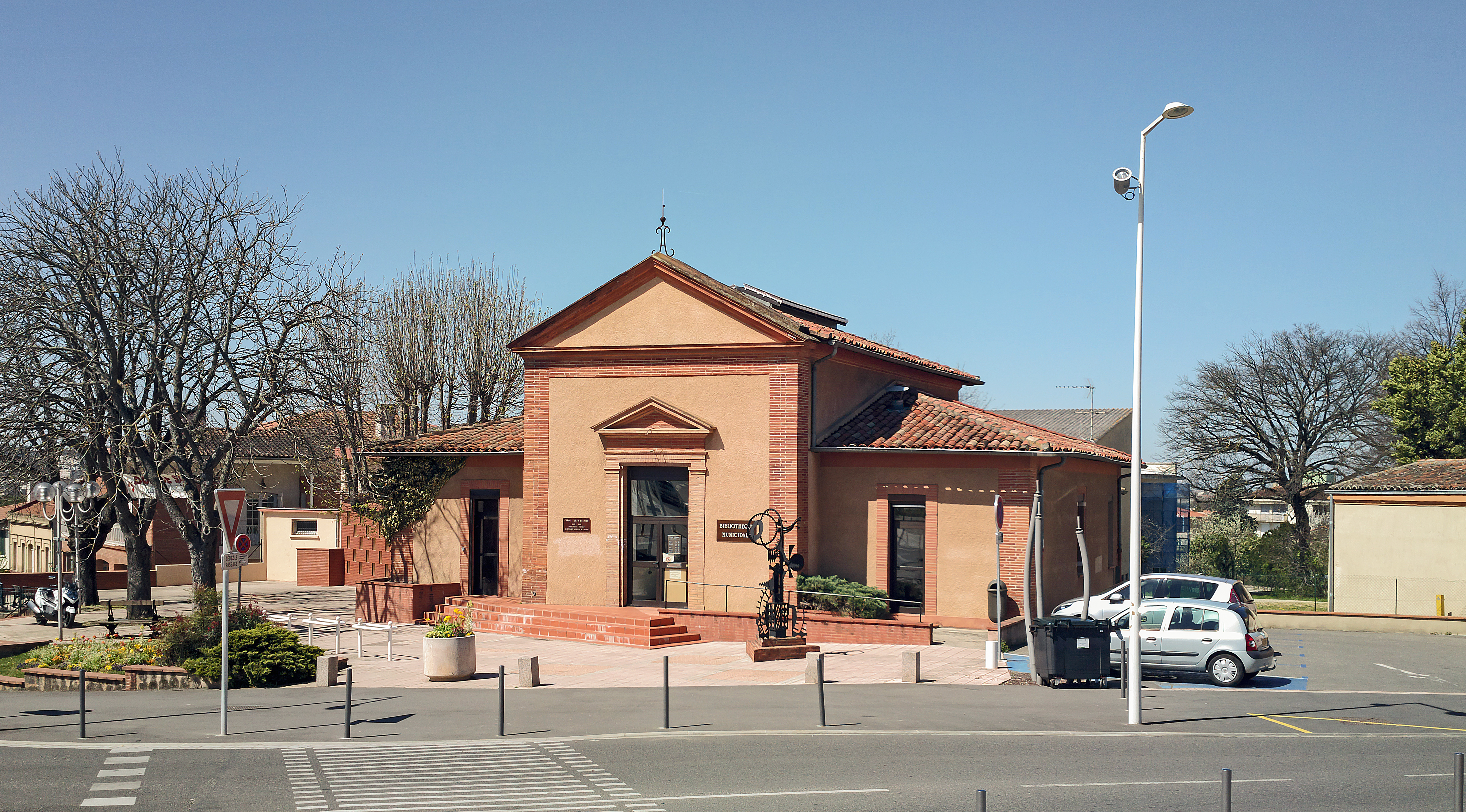
旧市政厅，今为公共图书馆
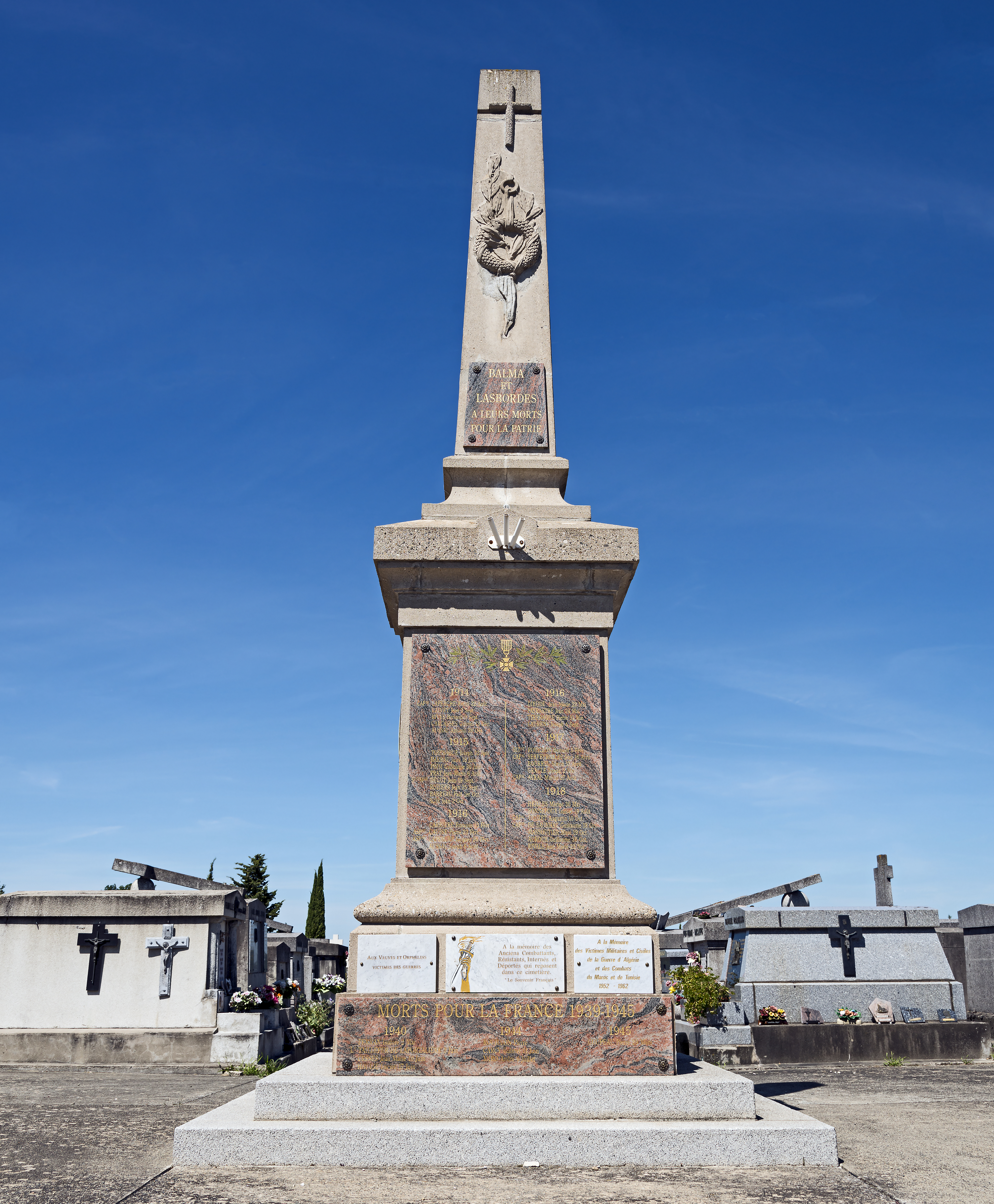
战争纪念碑